# 普法芬湖
53°38′1″N 11°24′45″E / 53.63361°N 11.41250°E

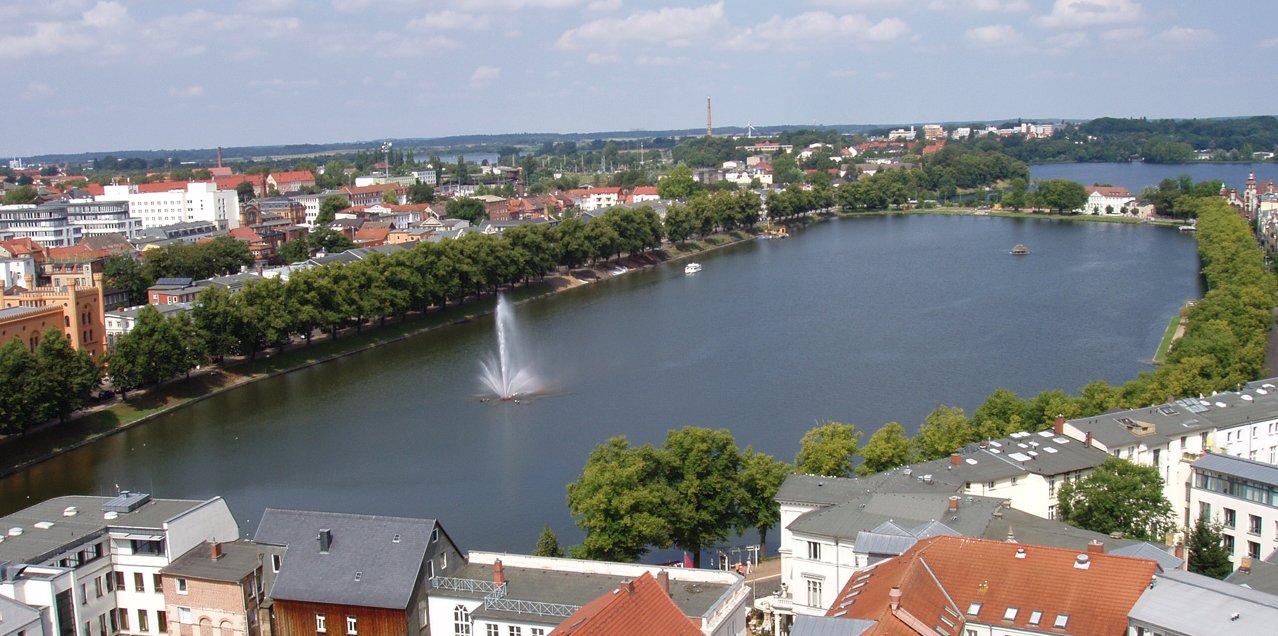
2007

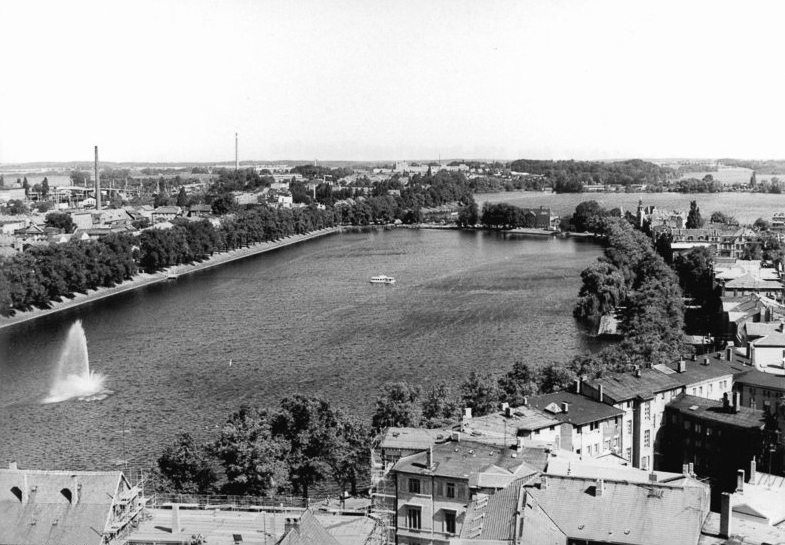
1989

普法芬湖是德國的湖泊，由梅克倫堡-前波莫瑞負責管轄，面積0.12平方公里，海拔高度39.2米，平均水深2.8米，最大水深4.4米，湖岸線長度1.64公里。